# Musca lucidula
Musca lucidula är en tvåvingeart som först beskrevs av Friedrich Hermann Loew 1856.  Musca lucidula ingår i släktet Musca och familjen husflugor. Inga underarter finns listade i Catalogue of Life.